# Clare Boothe Luce
Clare Boothe Luce (nata Ann Clare Boothe; New York, 10 marzo 1903 – Washington, 9 ottobre 1987) è stata una giornalista, scrittrice, attrice, politica, sceneggiatrice e ambasciatrice statunitense.

## Biografia

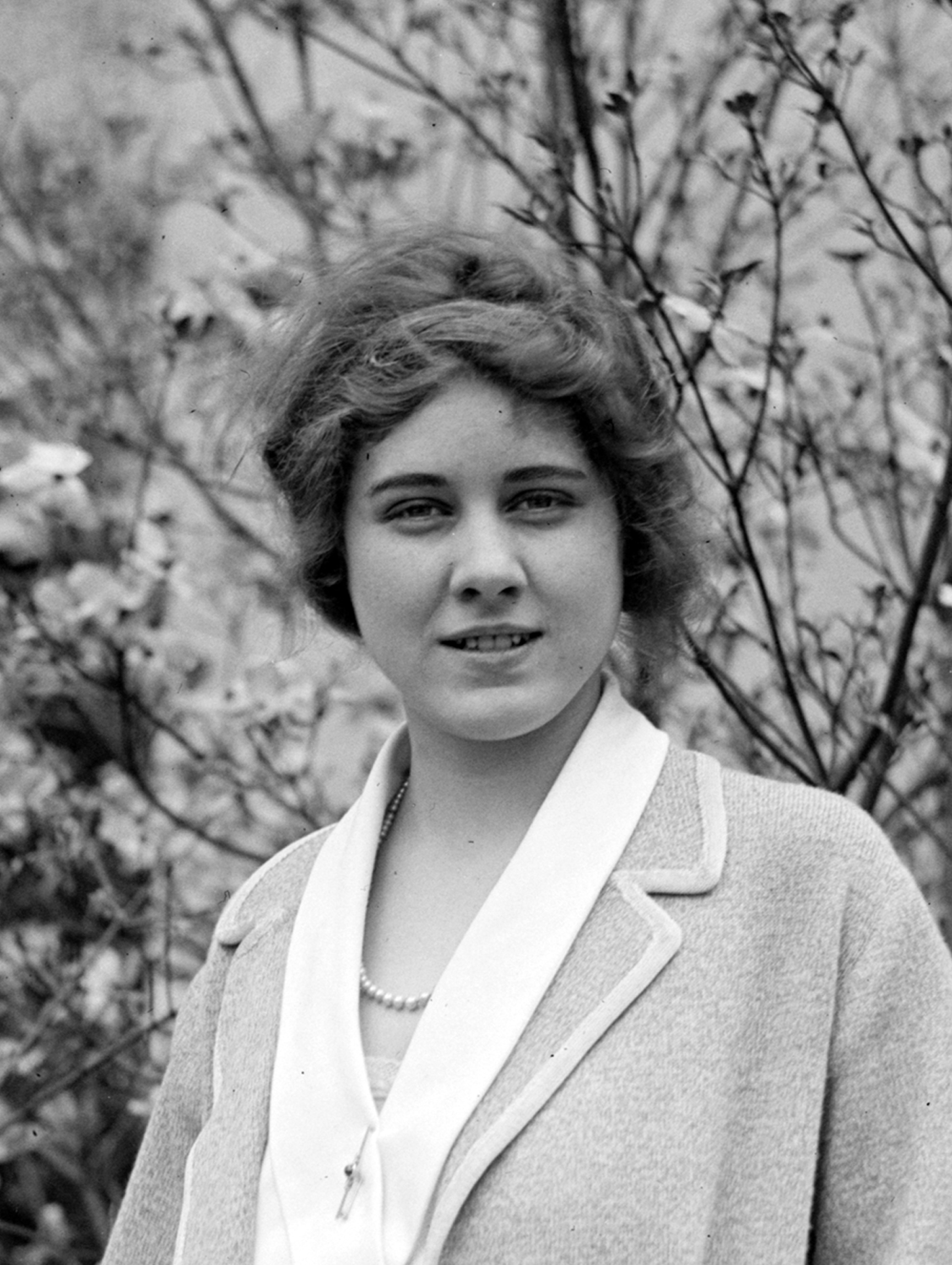
Clare Boothe nel 1923

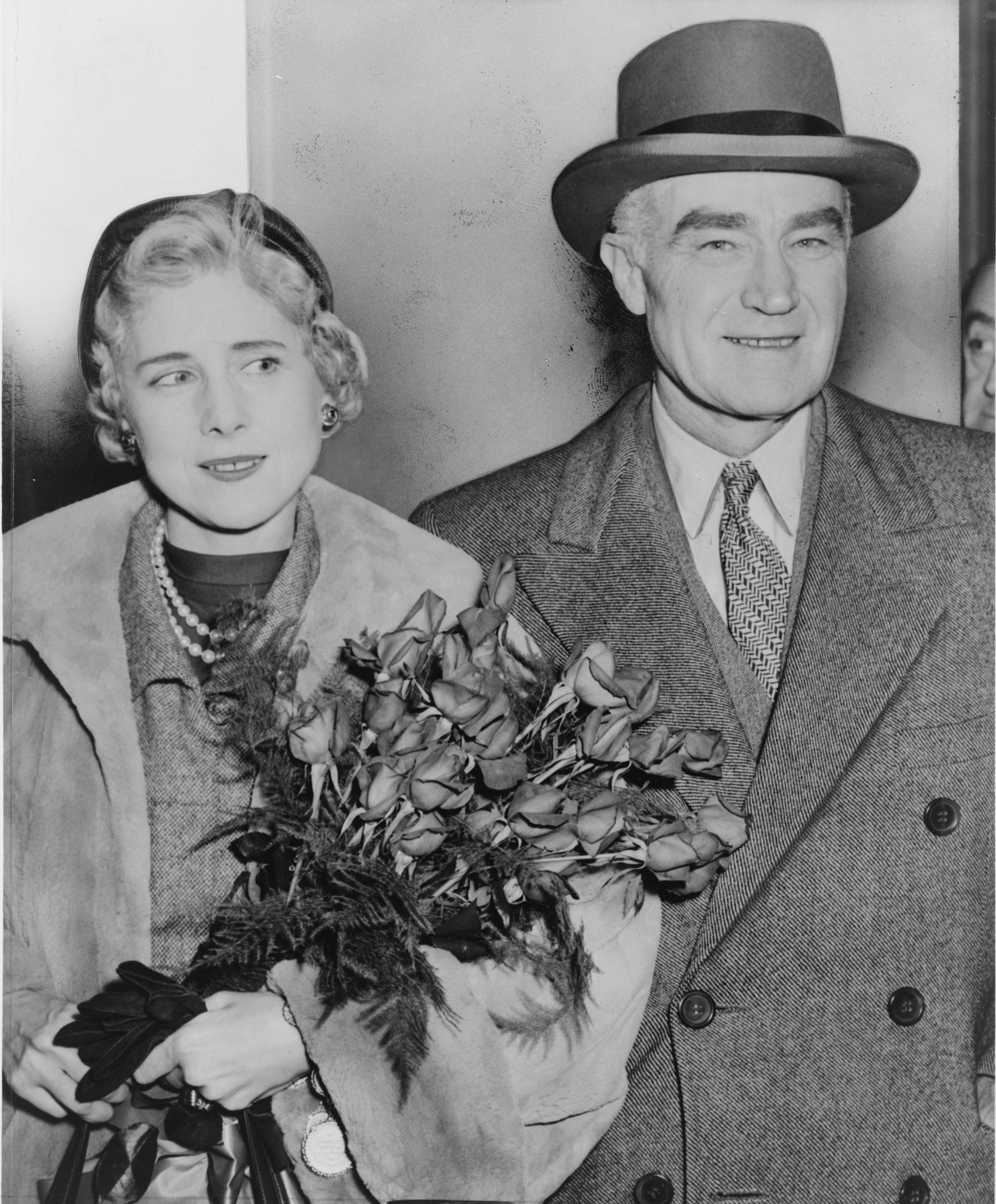
L'ambasciatrice Clare Boothe Luce con il secondo marito Henry nel 1954

Ann Clare Boothe nasce nel 1903 a New York. L'infanzia non è facile. I genitori si separano quando ha soli 8 anni. Per pagarsi gli studi, Ann comincia a lavorare come attrice bambina con lo pseudonimo di Joyce Fair. Tra il 1914 e il 1922 prende parte, con buon successo, a un totale di 19 pellicole. Nel 1923, a venti anni, sposò George Tuttle Brokaw, ricco erede di una catena di abbigliamento di New York, dal quale ebbe una figlia: Ann. Dopo il divorzio nel 1929, intraprese la carriera giornalistica. Lavorò nella rivista di moda Vogue e, nel 1931, assunse la direzione di Vanity Fair, periodico di costume, cultura, moda e politica.
Nel 1935 sposò in seconde nozze Henry Luce, fondatore ed editore di alcuni tra i più importanti periodici americani, quali Time, Life e Fortune. Eletta tra le file del Partito Repubblicano, dal 1943 al 1947 fece parte della Camera dei Rappresentanti, per lo Stato del Connecticut. La morte della figlia Ann, avvenuta in un incidente automobilistico nel 1944, provocò in lei una crisi che la condusse, nel 1946, sotto la guida del predicatore monsignor Fulton J. Sheen, a convertirsi al cattolicesimo. Narrò la tragica esperienza vissuta e le motivazioni della sua scelta in The Real Reason (La vera ragione), un articolo pubblicato nel 1947 sul mensile femminile McCall's.
Dal 1953 al 1956, nominata dal Presidente Dwight Eisenhower, fu ambasciatrice statunitense in Italia, dove il suo deciso anticomunismo e alcuni interventi nelle vicende politiche interne provocarono diverse polemiche; tra l'altro, nel 1955 convinse il Dipartimento della difesa a dichiarare ufficialmente che il governo statunitense non avrebbe più concesso contratti offshore per la produzione di equipaggiamento militare a quelle imprese italiane in cui "i sindacati rossi" fossero stati in maggioranza nelle commissioni interne. Si batté con determinazione affinché gli Stati Uniti prendessero posizione a fianco dell'Italia nella questione triestina e la sua azione mediatrice fu determinante per la conclusione di un accordo con la Jugoslavia.
Nel 1956 fu colpita da una grave forma di enterite e di anemia da ferro; una delle ipotesi inizialmente ventilate, successivamente smentite dal suo medico curante e dall'Ambasciata statunitense in Italia, è che la Signora potesse essere stata avvelenata dall'arsenico e dal piombo utilizzato per le decorazioni della sua stanza da letto nella residenza di Villa Taverna a Roma. La vicenda fu, per un certo periodo, all'attenzione della cronaca. Grande apprezzatrice dell'alta moda italiana, fu a Roma assidua frequentatrice e cliente degli ateliers Gattinoni, Ferdinandi, Schuberth e Sorelle Fontana.
I dossier di Claire Booth Luce, recentemente desecretati dagli archivi nazionali Usa, confermano lo spiccato anticomunismo dell'ambasciatrice che più volte aveva ribadito: «Il principale obiettivo degli aiuti militari ed economici americani all'Italia è di difendere il mondo libero dal comunismo». "Al presidente della Fiat, Vittorio Valletta, la Luce chiede ad esempio (...) «di non dare pubblicità ai giornali comunisti, di escludere i comunisti dal novero dei tecnici e del management, di precisare mensilmente a quale sindacato siano iscritti e di organizzare un fondo di sicurezza interna». Gli stessi dossier sottolineano anche l'obiettivo della Luce «di sottrarre il cinema italiano dal dominio del PCI» A preoccupare Claire Booth Luce, nell'estate del '55, era il fatto che il 90-95% delle maestranze di Guerra e pace (...) fosse iscritto alla CGIL. Dopo un lungo braccio di ferro, nel cast, verranno assunti anche iscritti a CISL e UIL".
Tornata negli Stati Uniti, nel 1964 sostenne la campagna presidenziale del conservatore repubblicano, senatore Barry Goldwater, che venne però sconfitto nettamente dal democratico Lyndon B. Johnson. Morì a Washington, a causa di cancro al cervello, nell'ottobre del 1987.

## Opere
Commedie
- 1935 Abide with Me
- 1936 The Women (Donne: Commedia in tre atti, Torino, Industria Libraria Tipografica Editrice, 1953)
- 1938 Kiss the Boys Goodbye
- 1939 Margin for Error
- 1951 Child of the Morning
- 1970 Slam the Door Softly

Libri
- 1933 Stuffed Shirts
- 1940 Europe in the Spring
- 1952 Saints for Now (a cura di, raccolta di saggi di vari autori) - (Santi che amiamo, Milano, A. Mondadori, 1956)

## Filmografia

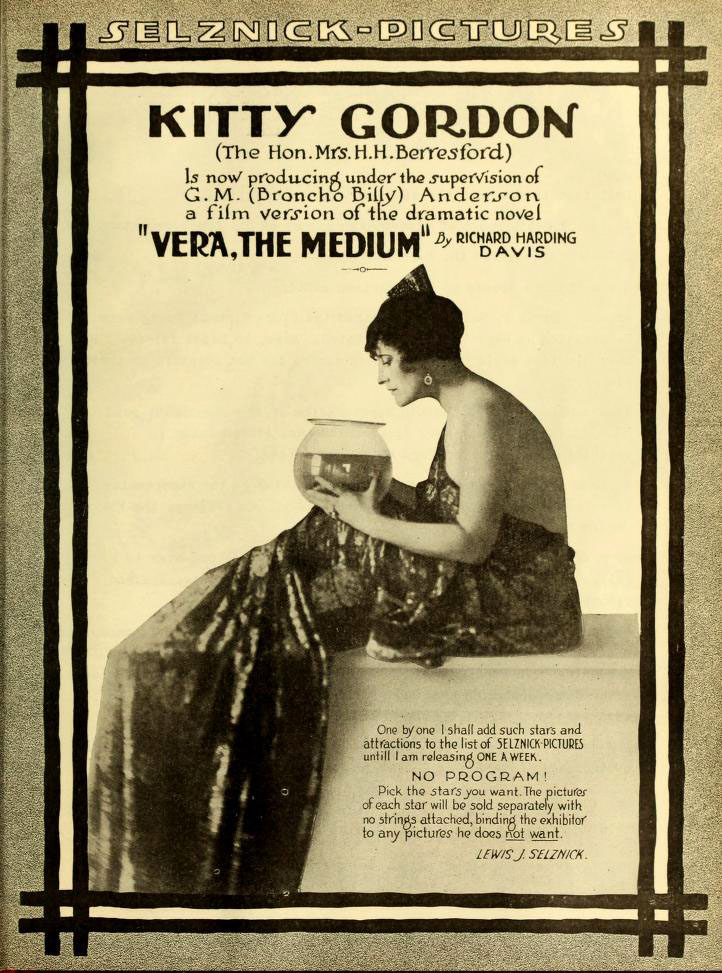
Locandina del film Vera, the Medium (1917)

### Attrice
- After the Ball, regia di Pierce Kingsley (1914)
- Buster Brown Gets the Worst of It, regia di Charles H. France (1914)
- Buster Brown's Education, regia di Charles H. France (1914)
- The Heart of a Waif, regia di Charles M. Seay (1915)
- Joyce's Strategy, regia di Harry Beaumont (1916)
- The Dixie Winner (1916)
- The Little Samaritan, regia di Harry Beaumont (1916)
- Orphan Joyce, regia di Arthur Berthelet (1916)
- The Chimney Sweep (1916)
- A Little Volunteer, regia di Charles H. France (1916)
- Vera, the Medium, regia di Gilbert M. 'Broncho Billy' Anderson (1917)
- Redemption, regia di Joseph A. Golden e Julius Steger (1917)
- The Apple-Tree Girl, regia di Alan Crosland (1917)
- Over the Hill, regia di William Parke (1917)
- The Victim, regia di Joseph Levering (1917)
- Shame, regia di John W. Noble (1917)
- The Woman the Germans Shot, regia di John G. Adolfi (1918)
- The End of the Road, regia di Edward H. Griffith (1919)
- Welcome to Our City, regia di Robin H. Townley e Leopold Wharton (1922)

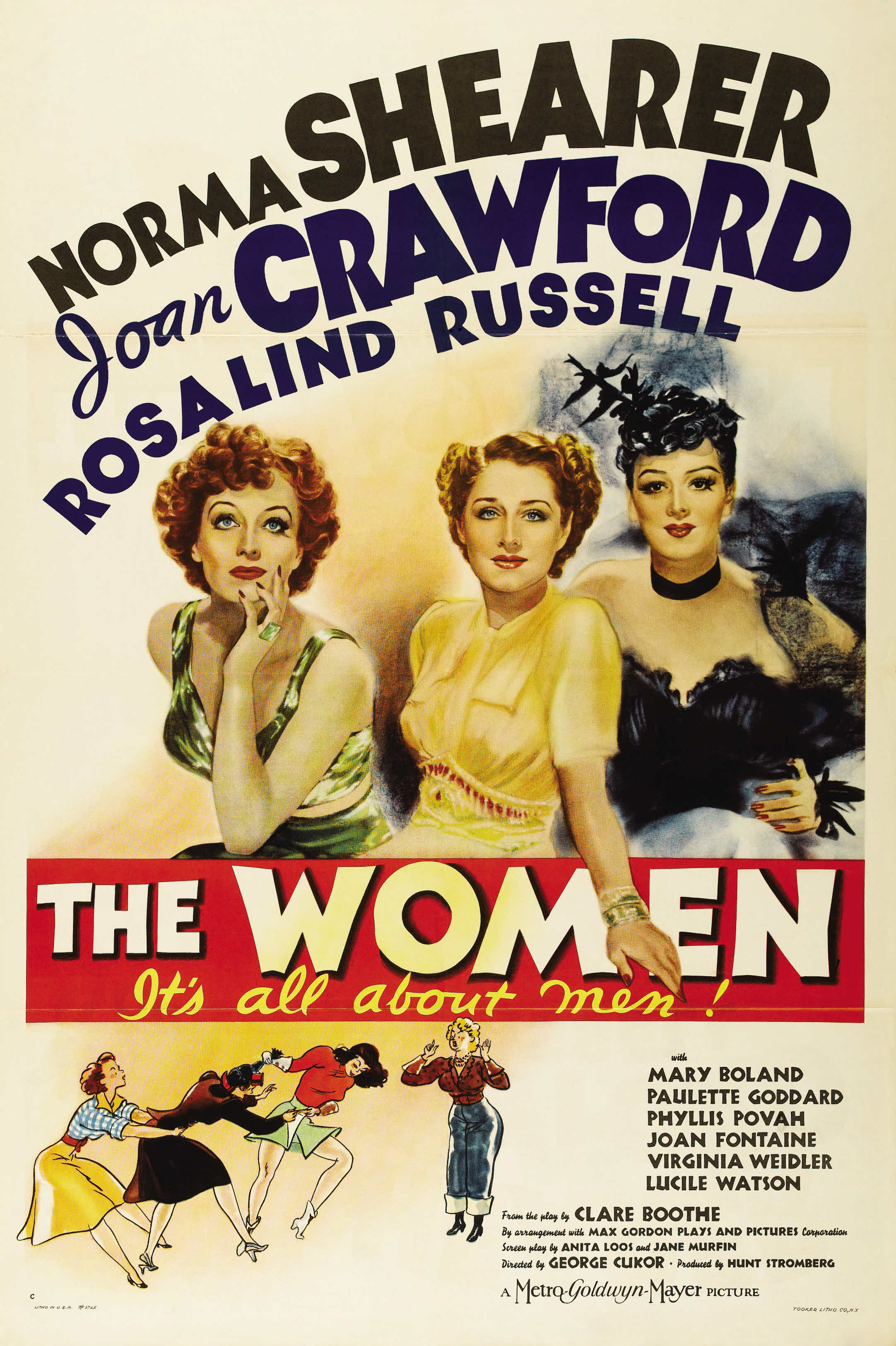
Manifesto del film Donne (1939), sceneggiato da Clare Boothe

### Sceneggiatrice
- Donne (The Women), regia di George Cukor - lavoro teatrale The Women (1939)
- Kiss the Boys Goodbye, regia di Victor Schertzinger - lavoro teatrale Kiss the Boys Goodbye (1941)
- Margine d'errore (Margin for Error), regia di Otto Preminger - lavoro teatrale Margin For Error (1943)
- Le due suore (Come to the Stable), regia di Henry Koster - soggetto (1949)
- Sesso debole? (The Opposite Sex), regia di David Miller (1956) (adapted from a play by)
- Donne a New York - lavoro teatrale The Women (1977)

### Sceneggiature TV
- Producers' Showcase (1 episodio, 1955) - lavoro teatrale
- Stage on Screen: The Women (2002) - lavoro teatrale (con il nome Clare Boothe)
- The Women (2008/I) - lavoro teatrale

### Controfigura
- Under the Red Robe (1923) (horse jump double: Alma Rubens) (non accreditato)

## Riconoscimenti
- Young Hollywood Hall of Fame (1908-1919)
- Candidatura all'Oscar al miglior soggetto nel 1950 per il film Le due suore diretto da Henry Koster